# Keramatmulya
Keramatmulya is een bestuurslaag in het regentschap Kuningan van de provincie West-Java, Indonesië. Keramatmulya telt 2502 inwoners (volkstelling 2010).